# 米基利斯克
50°7′47″N 28°15′31″E / 50.12972°N 28.25861°E
米基利斯克（羅馬化：Mykilsk）是烏克蘭北部的村莊，隸屬日托米爾州日托米爾區的羅曼尼夫市鎮。該村始建於1890年，面積23平方公里，海拔高度240米，2001年人口13。